# Roi-Sorcier d'Angmar
Le Roi-Sorcier d'Angmar (Witch-king of Angmar en version originale anglaise), également nommé Sire-Sorcier d'Angmar (Witch-lord of Angmar) ou le Capitaine Noir (Black Captain), est un personnage de fiction issu de l'univers de la Terre du Milieu de l'écrivain britannique J. R. R. Tolkien, apparaissant notamment dans le roman Le Seigneur des anneaux.
Chef des Nazgûl, ancien roi et grand sorcier, il est le plus puissant et le plus terrible des Spectres de l'Anneau (Ringwraiths) servant Sauron.

## Biographie du personnage
Le Roi-Sorcier est à l'origine un homme qui vivait au Deuxième Âge en Terre du Milieu. Avide de pouvoir, il accepte l'anneau magique que lui offre Sauron. Grâce à celui-ci, il gagne en puissance, gloire et richesse mais en contrepartie finit par devenir le serviteur de Sauron, devenant l'un des neuf Spectres de l'Anneau, soumis comme les autres Nazgûl à la domination du Seigneur Ténébreux et de son Anneau unique.
Après la défaite de Sauron face à la Dernière Alliance des hommes et des elfes (en 3430 du Deuxième Âge) où le Seigneur Ténébreux perd son anneau, le Roi-Sorcier et les huit autres Spectres disparaissent à la suite de leur maître, et on les croit disparus à jamais.
Mais, vers l'an 1300 du Troisième Âge (TA), les Nazgûl réapparaissent. Le Roi-Sorcier part alors au nord de la Terre du milieu, en Angmar où il fonde un royaume maléfique, peuplé d'Orques et d'hommes mauvais. S'installant dans la forteresse de Carn Dûm, il s'applique à la tâche de détruire les royaumes des Dúnedain en Eriador, lançant de fréquentes attaques et semant la discorde entre eux. Le Rhudaur se soumet le premier et devient un pantin entre ses mains (v. 1350 TA) ; quelques années plus tard, le Cardolan est détruit et ses habitants dispersés. Le dernier royaume à tomber est l'Arthedain, en 1974 TA et, lorsqu'il entre dans la capitale du royaume déchu, Fornost, le triomphe du Roi-Sorcier parait complet. Pourtant, l'année suivante, ses armées sont vaincues par une coalition des elfes du Lindon et des hommes du Gondor. C'est à ce moment que le seigneur elfe Glorfindel énonce une prophétie, disant que le Roi-Sorcier ne périra pas de la main d'un homme.
Ce dernier, après la défaite de ses armées, s'enfuit au Mordor, une région au sud de la Terre du Milieu et à l'est du Gondor. Quelques années plus tard, les Nazgûl assiègent la cité de Minas Ithil, à la frontière est du Gondor. La ville tombe après deux années d'un siège difficile (2000-2002 TA) et devient Minas Morgul, la « Tour de la Sorcellerie » et le quartier général des Nazgûl.
Lorsque Sauron revient en Mordor et se révèle ouvertement aux autres puissances de la Terre du Milieu, le Roi-Sorcier est chargé par son maître de retrouver son anneau Unique, qui lui avait été pris par Isildur plusieurs siècles auparavant, à la fin de la guerre de la Dernière Alliance. À la tête des Nazgûl, le Roi-sorcier se rend à l'ouest de la Terre du Milieu, dans la Comté à la recherche d'un certain Bilbon Sacquet, un hobbit qui semble avoir repris l'Unique à Gollum. Il poursuit la trace de l'anneau qui a échu à Frodon, le neveu de Bilbon, attaquant celui-ci au sommet du Mont Venteux avec un poignard maudit, pour le transformer en Spectre et ainsi récupérer facilement l'anneau de son maître. Sauvés par le rôdeur Aragorn, Frodon et ses compagnons sont menés jusqu’à Fondcombe. En chemin, ils déjouent l'attaque du Roi-Sorcier et de ses hommes qui les attendaient au gué de Bruinen. Emportés par la crue du fleuve, le Roi-Sorcier et les autres Nazgûl disparaissent dans les flots, mais s'en retournent secrètement au Mordor, à l'appel de leur maître.
Durant la guerre de l'Anneau, le Roi-Sorcier joue un rôle important, puisque Sauron lui confie la tête de l'armée du Mordor qui part assaillir le Gondor ; il est alors surnommé le « Capitaine noir ». Partant attaquer la cité de Minas Tirith à la tête de son armée d'orques et de ses machines de guerre, il conduit la bataille des Champs du Pelennor où il finit cependant par rencontrer son destin, quand il affronte Éowyn, la dame de Rohan et nièce du roi Théoden qui se trouvait, incognito, sur le champ de bataille. Lors de leur rencontre, Éowyn le surnomme Dwimmerlaik, c'est-à-dire le « Seigneur de la charogne ». Aidé du hobbit Merry qui sectionne le tendon du genou du Nazgûl, Éowyn abat finalement le Roi-Sorcier, plongeant son épée en travers du visage invisible du Capitaine noir et, ainsi, accomplit la prophétie de Glorfindel.

« Un cri monta dans l'air frémissant et se perdit dans un gémissement aigu ; il passa avec le vent, voix mince et incorporelle qui mourut, fut engloutie pour ne plus jamais être entendue en cet âge du monde. »

— J. R. R. Tolkien, Le Retour du roi.

## Apparence et capacités
Dans le Seigneur des anneaux, le Roi-Sorcier est décrit comme un personnage de haute taille aux larges épaules, revêtu d'une cape sombre et d'un capuchon qui lui cache le visage, portant comme ses alter ego Nazgûl une robe grise en dessous. Armé d'une pâle épée d'acier (qu'il fait s'enflammer lorsqu'il affrontera Gandalf aux portes de Minas Tirith), il porte une couronne royale sur la tête. La tête elle-même est invisible, mis à part deux flammes rouges figurant ses yeux. À sa venue, tous sont pris de peur ou de folie, alliés comme ennemis.
Comme les autres Spectres de l'Anneau, le Roi-Sorcier chevauche un destrier noir et, par la suite (après l'épisode du gué de Bruinen où il perdit son cheval dans la crue du fleuve protégeant Fondcombe, déchaînée par Elrond et Gandalf), il se sert d'une horrible créature ailée donnée par son maître Sauron.
Grand sorcier, le Roi-Sorcier utilise la magie noire et des maléfices pour vaincre ses ennemis. Par exemple, c'est grâce à ses pouvoirs de sorcellerie que la puissante porte de Minas Tirith sera détruite, soufflée par Broyeur (Grond en VO), le bélier géant amené du Mordor que le Roi-Sorcier enchantera de formules magiques destructrices. Cependant, lors d'une discussion avec les Hobbit avant d'arriver au Mont Venteux, le rôdeur Aragorn leur fait remarquer que le pouvoir principal des Nazgûl (et donc de leur chef) est celui de la peur et du désespoir.
Le Roi-Sorcier utilise aussi un poignard maudit (appelé dans le texte une « lame de Morgul »), notamment contre Frodon durant l'attaque du campement des hobbits et d'Aragorn au Mont Venteux par cinq des Nazgûl. Lors de la bataille sur les Champs du Pelennor, il manie une imposante masse d'arme.
Si un mortel ose frapper le Roi-Sorcier, il est soumis — comme avec les autres Nazgûl — à souffrir de sa malédiction, appelée le « Souffle noir » ; les victimes sombrent bientôt dans un état comateux, et meurent par la suite de lassitude et de désespoir. Éowyn et Merry (ainsi que Faramir), touchés par la malédiction des Spectres de l'Anneau lors de leur combat sur les Champs du Pelennor, ne seront sauvés de justesse par Aragorn que grâce à ses talents de guérisseur, celui-ci utilisant l'athelas, la plante appelée « feuille de rois » venue de Númenor aux vertus curatives.

## Adaptations dans d'autres médias
Dans le film Le Seigneur des anneaux : Le Retour du Roi (2003) de Peter Jackson, le Roi-Sorcier est interprété par l'acteur Lawrence Makoare. Ce dernier avait déjà interprété le personnage de Lurtz dans La Communauté de l'Anneau (2001) et joue également Gothmog dans Le Retour du Roi. En revanche, c'est Andy Serkis, l'interprète de Gollum, qui prête sa voix au personnage.
Le personnage est aussi présent dans les jeux vidéo La Bataille pour la Terre du Milieu : L'Avènement du Roi-Sorcier (2006), Le Seigneur des anneaux : L'Âge des conquêtes (2009) et La Terre du Milieu : L'Ombre de la guerre (2017).